# Miyama-Zero
Miyama-Zero (japanisch みやま零; * 20. März 19xx) ist ein japanischer Illustrator.

## Werdegang
Sein professionelles Debüt als Grafiker hatte er als Character Designer des im September 2003 erschienenen Erogē-Ren’ai-Adventures Princess Pride des in Osaka beheimateten und mit Visual Art’s assoziierten Spieleentwicklers 130cm. Durch dessen Erfolg erfuhr dieses ein Jahr später eine Fortsetzung als Princess Brave: Juntaku no Kishi. Im Juni 2006 folgte Kanojotachi no Ryūgi, bei dem er nicht nur Character Designer, sondern unter dem Ananym Mayaseromi (まやせろみ) auch als einer der Szenarioautoren fungierte. Danach zog er sich aus der Computerspieleentwicklung zunächst zurück und wandte sich dieser erst wieder 2010 zu, für ein Spiel von AkabeiSoft2 und für zwei Spiele von Whitesoft, jedoch nicht in leitender Position.
Seit 2004 arbeitet er zudem als Illustrator für Romane: zwischen 2004 und 2006 für den Verlag Kill Time Communication und zwischen 2008 und 2009 für France Shoin.
Größere Bekanntheit erreichte er jedoch als Illustrator für Ichiei Ishibumis Romanreihe High School D×D seit 2008 und Mikage Kasugas Romanreihe Oda Nobuna no Yabō seit 2009, die beide auch als Anime-Serien adaptiert wurden.
Miyama-Zero ist zudem eines der beiden Hauptmitglieder des Dōjin-Zirkels Stray Moon, der Manga (Dōjinshi), Spiele und Merchandising herstellt, die auf Conventions in der Kansai-Region, sowie der Comiket vertrieben werden.

## Werk
Computerspiele (ausgenommen Dōjin-Spiele):
- Princess Bride (130cm, 26. September 2003), Character Design, Grafiken
- Princess Brave: Juntaku no Kishi (Princess Brave 雀卓の騎士; 130cm, 24. September 2004), Character Design, Grafiken
- 2005 Kamihanki Lilith Best Selection with Joshiryō Etchi! (2005上半期Lilith Best Selection with女子寮えっち♪; Lilith, 16. Juli 2005), Grafiken von Joshiryō Etchi!
- Kanojotachi no Ryūgi (彼女たちの流儀; 130cm, 23. Juni 2006), Character Design, Grafiken, Szenario (als Mayaseromi)
- Oresama no Raguna Rock (俺サマのラグナRock; AkabeiSoft 2 Try, 28. Oktober 2010), Grafiken der Figur Odin
- Nekonade Distortion (猫撫ディストーション, Nekonade Disutōshon; Whitesoft, 25. Februar 2011), Grafiken der Figur Kotoko Nanakase
- Nekonade Distortion: Exodus (猫撫ディストーション Exodus; Whitesoft, 24. Februar 2012)
- Seisō no Amazoness (星霜のアマゾネス Seisō no Amazonesu; Intense, 14. November 2013), Character Design

Buchillustrationen:
- ab-18-Werke:
  - Yoshikazu Ishiba (斐芝嘉和): Bōsō Princess Erisu-hime no Junan (暴走プリンセスエリス姫の受難, ~ Purinsesu ~). Kill Time Communication, 17. November 2004, ISBN 4-86032-123-5
  - Kōichi Hazawa (羽沢向一): Mahō Shōjo Splash Rise (魔法少女スプラッシュリセ, ~ Supurasshu ~). Kill time Communication, 22. Dezember 2005, ISBN 4-86032-225-8
  - Akio Aikawa (相川アキオ): Madō Senki Celestia (魔導戦姫セレスティア, ~ Seresutia). Kill Time Communication, 20. November 2006, ISBN 4-86032-322-X
  - Hikaru Wakatsuki (わかつきひかる): My-Reihe. France Shoin, März 2007 bis Oktober 2011, 12 Bände
  - Yū Asuna (あすなゆう): Amaete Kishi Neesama (あまえて 騎士ねえ様). France Shoin, 30. April 2008, ISBN 978-4-8296-5844-4
  - Hikaru Wakatsuki: Boku no Megami wa Lilith-sama!? (ボクの女神は淫魔サマ！？). France Shoin, 30. Juni 2009, ISBN 978-4-8296-5884-0
  - Hikaru Wakatsuki: Girls Lesson (ガールズ☆レッスン, Gāruzu Ressun). France Shoin, 20. November 2009, ISBN 978-4-8296-5894-9
- jugendfreie Werke:
  - Ichiei Ishibumi: High School D×D (ハイスクールD×D). Fujimi Shobō, seit 20. September 2008, bisher 23 Bände
  - Mikage Kasuga: Oda Nobuna no Yabō (織田信奈の野望). SoftBank Creative → Fujimi Shobō, seit 31. August 2009, bisher 18 Bände
  - Akira: Ōoku no Sakura (大奥のサクラ), Kadokawa Shoten, 1. September 2011 bis 1. Juni 2014, 7 Bände

Artbooks:
- Custom Made Girl (カスタムメイド・ガール Kasutamu Meido Gāru). ASCII Media Works, 31. Juli 2008, ISBN 978-4-04-867030-2
- Men at Girls (メン・アット・ガールズ Men atto Gāruzu). ASCII Media Works, 2012, ISBN 978-4-04-886769-6